# Sergej Sjtsjoekin

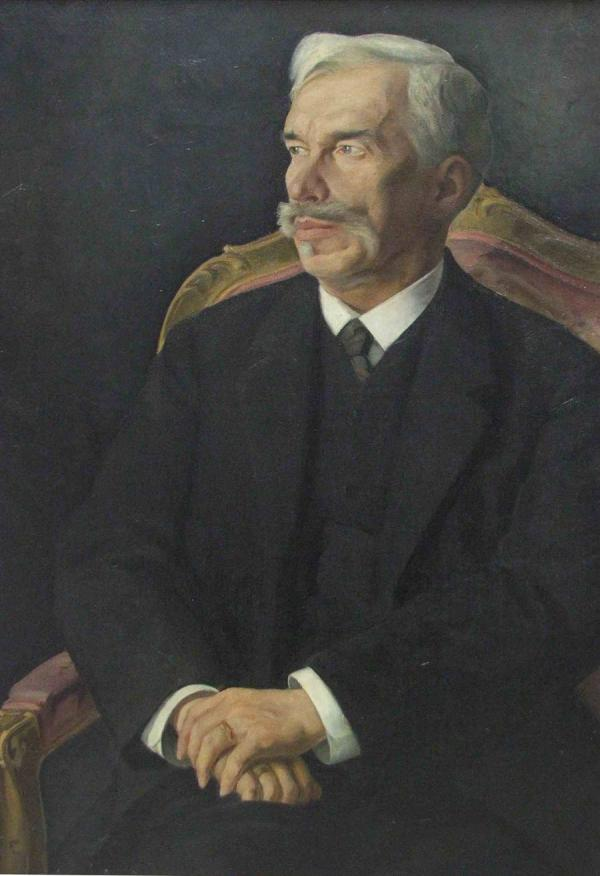
Sergej Sjtsjoekin, portret 1915 door D. Melnikov

Sergej Ivanovitsj Sjtsjoekin (Russisch: Серге́й Ива́нович Щу́кин) (Moskou, 27 mei 1854 – Parijs, 10 januari 1936) was een Russisch zakenman die vanaf 1897 kunst verzamelde. Zijn kunst bestond voornamelijk uit werken van Franse impressionisten, postimpressionisten en fauvisten. In totaal bezat hij 267 schilderijen. Na de Russische Revolutie werd de collectie door het Sovjetregime geconfisqueerd. De werken werden later over verschillende musea verspreid.

## Biografie
Sergej Ivanovitsj Sjtsjoekin was het vierde kind van Ivan Vasilevitsj Sjtsjoekin (Russisch: Иван Васильевич Щукин) en Jekaterina Petrovna Botkina (Russisch: Екатерина Петровна Боткина). Hij had vijf broers en vier zusters. Zijn vader had reeds een toonaangevende groothandel opgebouwd in textiel. Hij is de stichter van de industriële dynastie Sjtsjoekin, terwijl Sergejs opa, Vasili Petrovitsj, na 1812 vanuit Oekraïne naar Moskou was gekomen om mee te helpen aan de wederopbouw na de verwoesting in de strijd met Napoleon. Sergejs moeder kwam uit een grote familie van theehandelaren. De zonen kregen een gedegen opleiding gericht op de textielindustrie in Frankrijk en Duitsland. Na het overlijden van zijn vader in 1890 zou Sergej de leiding van de zaak overnemen en zou onder de naam I.V. Sjtsjoekin & Zonen verder gaan. Hij reisde naar Centraal-Azië, Afrika en India op zoek naar stofpatronen om zelf in Rusland te gaan produceren voor de Russische middenklasse. Hij kende uitstekend de weg in de zakenwereld in binnen- en buitenland en werd in de financiële wereld, vanwege zijn grondige kennis van textielproductie en handelsovereenkomsten, 'minister van handel' genoemd.
Hij trouwde in 1884 met Lidia Grigorevna Koreneva (Russisch: Лидия Григорьевна Коренева), afkomstig uit een familie die fortuin had gemaakt in de mijnbouw van Oekraïne. Zij kregen drie zonen en een dochter. Ter gelegenheid van de geboorte van zijn eerste kind schonk zijn vader, Vasili, hem paleis Troebetskoj, vlak bij het Kremlin.
Kunst was de Sjtsjoekins met de paplepel ingegoten; Vasili's kinderen bezochten regelmatig hun oom, verzamelaar Dmitri Petrovitsj Botkin en hun vaders vriend, partner en verzamelaar Koezma Terentevitsj Soldatenkov. Beide verzamelaars ontvingen thuis kunstenaars. Ook de broers van Sergej legden kunstverzamelingen aan.
Menselijk leed werd hem niet bespaard: in 1905 stortte zijn zoon, Sergej, zich, 17 jaar oud, in de Moskva en verdronk, zijn vrouw overleed in 1907, zijn broer Ivan en zijn zoon Grigori, 23 jaar oud, pleegden zelfmoord in respectievelijk 1908 en 1910.
Sjtsjoekin stelde in 1907 zijn testament op, nadat zijn vrouw onverwacht was overleden. Daarin werd bepaald dat zijn collectie na zijn overlijden zou vervallen aan een publiek museum. Hierna stelde hij regelmatig zijn paleis gratis open voor publiek.
In 1914 trouwde hij met Nadezjda Afanasevna Konjoes (Russisch: Надежда Афанасьевна Конюс). Met haar kreeg hij nog een dochter.
Vanwege de Russische Revolutie vluchtte hij in augustus 1918 met zijn zoon Ivan naar Frankrijk, waar zijn vrouw en dochtertje al waren. Zijn vermogen had hij weg kunnen sluizen naar Zweden. Hij sleet zijn oude dag in Parijs, in het grote huis dat hij in Auteuil had gekocht. Daar stierf hij in januari 1936 te midden van werken van Raoul Dufy, Henri le Fauconnier en Pedro Pruna.

## Kunstverzamelaar
In Moskou waren in het begin van de twintigste eeuw twee verzamelaars van eigentijdse, West-Europese kunst: Sergej Sjtsjoekin en Ivan Morozov. In hun omgeving werden beiden beschouwd als excentriekeling omdat zij, in Moskou, Franse kunst verzamelden; namelijk werken van impressionisten, postimpressionisten en fauvisten. De aangeschafte werken waren niet alleen eigentijds, maar ook zeer omstreden. Beide verzamelaars wilden hiermee de Russische schilders nieuwe wegen laten bewandelen.
Sjtsjoekin en Morozov begonnen met impressionisten (onder anderen Claude Monet) en via Cézanne en Vincent van Gogh kwamen zij tot de fauvisten, waarmee zij zelf in Parijs contact opnamen. Over de aanschaf van schilderijen van Monet was men zó verontwaardigd, dat één ervan zelfs door een gast van Sjtsjoekin met potlood werd bekrast.

### Matisse
Midden in de Revolutie van 1905 werd ook in Rusland bekend dat er een schandaal had plaatsgevonden tijdens de tentoonstelling in de Salon d'Automne in Parijs. Hier werden de bont gekleurde schilderijen van o.a. Henri Matisse hevig bekritiseerd. Recensent Louis Vauxcelles had het over Les Fauves (de wilden) en noemde de zaal waar de schilderijen hingen cage des fauves (kooi van de wilde dieren). Sjtsjoekin kwam in 1906 in Parijs via kunsthandelaar Ambroise Vollard achter het adres van Matisse, kocht stilleven Serviesgoed op een tafel en nam deze mee naar Moskou. Dit was het begin van vriendschap tussen Matisse en Sjtsjoekin en hij werd zijn beschermheer. In 1908 kocht hij nog een aantal werken, waaronder Jeu-de-boulesspelers, die op beide foto's is te zien. Tevens zag hij een voorstudie van Harmonie in blauw, die goed in de eetkamer zou passen bij het goud en geel van het schilderij van Gauguin. Deze plek werd echter later ingenomen door Het gesprek (1908-1912), nadat Harmonie in blauw ineens Harmonie in rood was geworden. Hierna bestelde Sjtsjoekin bij Matisse de dans en de muziek in voor zijn trappenhuis. Bij de ontvangst van deze schilderijen schreef Sjtsjoekin aan Matisse: 

... In hun totaliteit vind ik de panelen interessant en ik hoop dat ik eens van ze ga houden. Ik vertrouw u volkomen. Het publiek is tegen u maar de toekomst is voor u.

In 1909 stelde Sjtsjoekin zijn galerij met de meest gedurfde en avant-gardistische werken uit Europa open voor het publiek. Veel jonge kunstenaars, waaronder Kandinsky, zagen deze hedendaagse kunst uit 'het Westen' en er ontstonden hevige discussies tussen docenten en studenten over de aldus ontstane tegenstellingen in opvattingen over kunst.

### Verzameling
De verzamelwoede van Sjtsjoekin kende drie perioden:
- 1898 - 1904: voornamelijk Monet (13)
- 1904 - 1910: Cézanne (8), Van Gogh (4) en Gauguin (16)
- 1910 - 1914: Matisse (38), Derain (16) en Picasso (50)

Tezamen bezat hij 267 schilderijen, die allen in paleis Troebetskoj werden tentoongesteld. Het paleis had 5 benoemde zalen, alsmede het trappenhuis en de kapel, met schilderijen:
- Monet[7]
- impressionisten[8]
- Gauguin[9]
- Matisse[5]
- Picasso[10]
- trappenhuis[6]
- kapel[11]

## Na deRussische Revolutie
Op 8 november 1918 werd door de Raad van Volkscommissarissen een decreet afgevaardigd, getekend door Lenin waarin staat:

De kunstgalerij van Sergej Ivanovitsj Sjtsjoekin is bij dezen publiek eigendom van de Russische Socialistische Federatieve Sovjetrepubliek, in overweging nemende dat zij van grote artistieke waarde is voor de opvoeding van het volk en in het belang van gehele natie.

Paleis Troebetskoj kreeg in juni 1919 de naam: Museum nummer 1 voor moderne Westerse schilderkunst; Museum nummer 2 voor moderne Westerse schilderkunst was bestemd voor de kunst van de andere grote Franse verzameling van Ivan Morozov. Jekatarina Sjtsjoekin, de oudste dochter van Sergej, werd benoemd tot curator van Museum 1. In 1928 werden beide collecties samengevoegd in het Staatsmuseum voor Moderne Westerse Kunst.
Om de modernisering van de Sovjetrepubliek te bekostigen werden in 1934 door de Commissie voor het Antiquariaat, verantwoordelijk voor verkoop van werken naar het buitenland, dertig werken verkocht, waaronder negentien schilderijen uit de Sjtsjoekin-collectie. In 1941, vóór de inval van de Duitse troepen, werden de werken verscheept naar Novosibirsk aan de andere kant van de Oeral. Bij de terugkeer, na de Tweede Wereldoorlog, zag men problemen bij de herinrichting van het museum. In 1948 bepaalde Stalin per decreet dat het Staatsmuseum voor Moderne Westerse Kunst opgeheven moest worden en dat de collectie binnen vijftien dagen over andere musea moest worden verdeeld. Het kostte museumdirecteuren van de Hermitage in Leningrad en van het Poesjkinmuseum in Moskou alle moeite om een wetenschappelijk verantwoorde verdeling te bedenken. Uiteindelijk werden de grote werken en de avant-gardistische werken, waaronder Matisse en Picasso, verscheept naar Leningrad, terwijl de impressionistische en postimpressionistische werken, zoals van Monet, Van Gogh, Cézanne en Degas, naar Moskou verdwenen. Deze werken waren voor het publiek weer te zien vanaf het midden van de jaren vijftig, eerst in het Poesjkinmuseum in Moskou en later in de Hermitage in Sint-Petersburg.